# Phyllia liburnaria
Phyllia liburnaria là một loài bướm đêm trong họ Geometridae.